# Фаэтон (пьеса)
«Фаэтон» (др.-греч. Φαέθων) — трагедия древнегреческого драматурга Еврипида (V век до н. э.), сюжет которой связан с мифами. Текст пьесы утрачен за исключением ряда разрозненных фрагментов. Сохранилась часть гипотесиса (античного пересказа содержания пьесы).
Главный герой пьесы — Фаэтон, сын бога Солнца Гелиоса. Основной конфликт связан с планами Гелиоса женить сына против его воли. Имя невесты неизвестно: по разным версиям, это могла быть одна из Гелиад (сестёр Фаэтона) или Афродита. Антиковед У. Виламовиц, доказывая вторую гипотезу, предположил, что Еврипид объединил в пьесе сюжеты о двух Фаэтонах — сыне Гелиоса, управлявшем отцовской колесницей машиной, и сыне Эос, которого Афродита похитила и сделала стражем её святилищ. Согласно ещё одному объяснению, Афродита с самого начала хотела погубить Фаэтона, чтобы отомстить Гелиосу, который раскрыл её внебрачную связь с Аресом Гефесту.
Схожий сюжет лёг в основу трагедии Эсхила «Гелиады», текст которой тоже почти полностью утрачен. В начале XIX века Иоганн Вольфганг Гёте попытался на основании сохранившихся отрывков воссоздать пьесу Еврипида. Свою работу он опубликовал в 1823 году, а спустя четыре года переиздал её, сопроводив своей статьёй, в которой анализировал отдельные аспекты творчества греческого драматурга.